# Baron (ost)
Baron är en svensk mellanlagrad rundpipig ostsort med mild och lite nötig karaktär, skapad av Åke Berglöf, som dessförinnan skapat grevéosten (1963). Varumärket tillhörde först en grossistfirma i Motala som därefter sålde det till Skånemejerier som under lång tid inte producerade osten. Idag producerar Skånemejerier återigen osten, bland annat under namnet Glimminge Baron.